# مجلس وزراء الداخلية العرب
مجلس وزراء الداخلية العرب يعتبر الجهاز الفني والإداري للمجلس وتقوم في نطاقها خمسة مكاتب عربية متخصصة يتولى الأمين العام الإشراف عليها، ويرأس كل مكتب مدير يكون مسؤولا عن تسيير العمل فيه، ويختار المجلس مدراء المكاتب من بين مرشحي الدول الأعضاء ويتم تعيينهم لمدة ثلاث سنوات قابلة للتجديد مرة واحدة. يهدف المجلس إلى تنمية وتوثيق التعاون، وتنسيق الجهود بين الدول العربية في مجال الأمن الداخلي ومكافحة الجريمة و يمارس المجلس الاختصاصات التي تمكنه من تحقيق أهدافه. وقد صدّق المؤتمر الاستثنائي لوزراء الداخلية العرب الذي عُقد بالرياض عام 1982م، على النظام الأساسي للمجلس، والذي تم عرضه على مجلس جامعة الدول العربية في شهر سبتمبر 1982م، حيث تم إقراره.

## تأسيس المجلس
نشأت فكرة إنشاء مجلس وزراء الداخلية العرب خلال المؤتمر الأول لوزراء الداخلية العرب الذي عقد بالقاهرة عام 1977 وتقرر إنشاؤه في المؤتمر الثالث الذي عُقد بمدينة الطائف عام 1980 وقد صدق المؤتمر الاستثنائي لوزراء الداخلية العرب الذي عقد بالرياض عام 1982 على النظام الأساسي للمجلس والذي عرضه على مجلس جامعة الدول العربية في شهر سبتمبر 1982 حيث تم إقراره.
عقد مجلس وزراء الداخلية العرب 37 دورة حتى الآن، كان أولها في الدار البيضاء بالمملكة المغربية في شهر ديسمبر عام 1982م، وآخرها بتونس في شهر مارس عام 2019م.

## أهداف وإختصاصات المجلس
1. رسم السياسة العامة التي من شأنها تطوير العمل العربي المشترك، في مجال الأمن الداخلي، وإقرار الخطط الأمنية العربية المشتركة، لتنفيذ هذه السياسة.
2. إنشاء الهيئات والأجهزة اللازمة لتنفيذ أهدافه، وتشكيل لجان خاصة ممن يرى الاستعانة بهم من الخبراء والمستشارين، لتقديم اقتراحات وتوصيات في المواضيع المكلفة بدراستها، وإقرار المقترحات والتوصيات الصادرة عنها، وعن مختلف الهيئات المشتركة العاملة في المجــالات الأمنية والإصلاحية.
3. دراسة وإقرار جدول أعمال دورة انعقاد المجلس، ومناقشة وإقرار التقرير السنوي الذي تضعه الأمانة العامة عن نشاطات المجلس خلال الدورة، وما يتعلق منها بتنفيذ قراراته، والتقرير السنوي الذي يضعه رئيس مجلس إدارة جامعة نايف العربية للعلوم الأمنية عن أعمال الجامعة.
4. إقرار برامج العمل السنوية للمجلس، المقدمة من الأمانة العامة، والميزانية المقترحة لها.
5. إقرار وتعديل النظام الداخلي للمجلس، وأنظمته الإدارية والمالية، بما يتفق مع الأنظمة الإدارية والمالية النافذة في جامعة الدول العربية.
6. دعم الأجهزة الأمنية العربية ذات الإمكانيات المحدودة.
7. تعزيز وسائل التعاون مع الهيئات الدولية المعنية باختصاصه.

## أجهزة المجلس
هُناك عدّة أجهزة تعمل تحت راية مجلس وزراء الداخلية العرب، وتسعى من جوانب مختلفة لتحقيق الأهداف التي يرمي إليها. وهذه الأجهزة هي:
أولاً: الأمانة العامــة
تعتبر الأمانة العامة بمثابة الجهاز التنفيذي الفني والإداري للمجلس، وتتولى المهام المناطة بها وفق أحكام النظامين الأساسي والداخلي للمجلس، وهي تقوم بالإعداد والتحضير لاجتماعات المجلس، كما تتولى تلقي وتوزيع وثائق وتقارير وقرارات المجلس ولجانه، والقيام بجميع المهام التي تتطلبها أعمال المجلس، كذلك تقوم بمتابعة تنفيذ ما يصدر عن المجلس من قرارات، وما يقرّه من استراتيجيات واتفاقيات وخطط في مختلف المجالات، والميادين الأمنية.
ويقوم في نطاق الأمانة العامة خمسة مكاتب متخصصة هي:
1. المكتب العربي المعني بشؤون الأجهزة الأمنية المساندة (مقره بغداد)

ويختص بتأمين وتنمية التعاون بين أجهزة الهجرة والجوازات والجنسية وأمن الحدود والمطارات والموانئ، والأمن السياحي والأحوال المدنية في الدول الأعضاء، والسعي لتوحيد القوانين والأنظمة الخاصة بها، ومعالجة العوامل المسببة للجريمة، وتقييم ومراجعة التدابير والعقوبات، واقتراح الأنظمة الملائمة للمؤسسات العقابية ومعاملة المذنبين، وإصدار الإحصائية السنوية للجرائم في الدول الأعضاء
2. المكتب العربي لشؤون المخدرات والجريمة (مقره عمّان)
ويختص بتأمين وتنمية التعاون بين الدول العربية في مكافحة جرائم المخدرات، وتقديم المعونة التي تطلبها الدول في هذا المجال.
3. المكتب العربي للحماية المدنية وشؤون البيئة (مقره الرباط)
ويختص بتأمين وتنمية التعاون بين الدول العربية في مجالات المرور والحماية المدنية (الدفاع المدني) والرعاية الاجتماعية والصحية، وتقديم المعونة التي تطلبها الدول من أجل تدعيم وتطوير أجهزة المرور والحماية المدنية (الدفاع المدني) والرعاية الاجتماعية والصحية، وللوقاية من الكوارث الطبيعية وغير الطبيعية وآثار الحروب ومعالجة ما ينجم عنها من أضرار بإزالتها أو تخفيفها.
4. المكتب العربي للتوعية الأمنية والإعلام (مقره القاهرة)
ويختص بالعمل على تحقيق التعاون والتنسيق بين الجهود الإعلامية الأمنية في الدول الأعضاء، لمواجهة الجرائم، وإعداد خطة عربية شاملة للتوعية الأمنية، والتعريف بأنشطة مجلس وزراء الداخلية العرب وأمانته العامة وأجهزته الأخرى، وكذا تعزيز التنسيق بين الدول الأعضاء في مجال التدريب والتأهيل الأمني.
5. المكتب العربي لمكافحة التطرف والإرهاب (مقره الرياض)
ويختص بتأمين وتنمية التعاون بين الدول الأعضاء في مجال الأمن الفكري ومواجهة الأفكار المنحرفة ومكافحة الإرهاب وتقديم المعونة التي تطلبها الدول الأعضاء في هذا المجال.
ثانياً: جامعة نايف العربية للعلوم الأمنية (مقرها الرياض)
الجامعة هي الجهاز العلمي الملحق بمجلس وزراء الداخلية العرب، ويتولى إدارتها مجلس أعلى يرأسه صاحب السمو الملكي الأمير محمد بن نايف بن عبد العزيز، ولي العهد، نائب رئيس مجلس الوزراء، وزير الداخلية في المملكة العربية السعودية والرئيس الفخري لمجلس وزراء الداخلية العرب، وتهدف الجامعة إلى إثراء البحث في مجال الدراسات، والأبحاث العلمية الميدانية الخاصة بالوقاية من الجريمة، والعُلوم الشرطية، والتعريف بأحكام التشريع الجنائي الإسلامي، والنهوض بمستوى التدريب في مجالات الوقاية من الجريمة ومكافحتها على المستوى العربي، وإعداد المدربين، وتنمية الروابط مع المؤسسات العلمية والاجتماعية والشرطية على المستوى العربي.
ثالثاً: الاتحاد الرياضي العربي للشرطة (مقره القاهرة)
وهو جهاز مُلحق بالأمانة العامة لمجلس وزراء الداخلية العرب، ويختص بتشجيع ونشر الرياضة بين العاملين في أجهزة الشرطة والأمن على مستوى الوطن العربي، والمشاركة في تنسيق الجهود المبذولة في هذا المجال، وتنظيم الدورات والمسابقات بين فرق الشرطة العربية، في مختلف المجالات الرياضية، وكذلك المشاركة في السباقات والمباريات الدولية، والتعاون مع الهيئات العاملة في هذا المجال، كما يهدف الاتحاد إلى تنمية علاقات الأخوة والروابط بين العاملين في أجهزة الشرطة والأمن في الدول العربية.
رابعاً: شُعـب الاتصـــال
أنشئت في كل دولة من الدول الأعضاء شعبة اتصال بهدف التنسيق بين هذه الدول وبين الأمانة العامة  والمكاتب المتخصصة، وأجهزة المجلس الأخرى، والتعاون مع نظرائها في بقية الدول الأعضاء من أجل تحقيق أهداف المجلس.
انظر موقع الأمانة العامة لمجلس وزراء الداخلية الداخلية " https://www.aim-council.org/"

## الدول الأعضاء
يتكون المجلس من 22 دولة عربية وإسلامية هي :
- السعودية.
- الكويت.
- البحرين.
- الإمارات العربية المتحدة.
- عُمان.
- قطر.
- اليمن
- الأردن.
- سوريا.
- فلسطين.
- لبنان.
- مصر.
- السودان
- الصومال
- العراق
- الجزائر
- تونس
- المغرب
- ليبيا
- جزر القمر
- موريتانيا
- جيبوتي

## روابط خارجية
- الموقع الرسمي لمجلس وزراء الداخلية العرب